# Satz von Hartman-Grobman
Der Satz von Hartman-Grobman, auch bekannt als Linearisierungssatz, besagt, dass das Verhalten eines dynamischen Systems in Form eines Autonomen Differentialgleichungssystems in der Umgebung eines hyperbolischen Fixpunkts dem Verhalten des um diesen Punkt linearisierten Systems gleicht. Hyperbolischer Fixpunkt bedeutet, dass keiner der Eigenwerte des linearisierten Systems den Realteil Null hat.
Benannt ist der Satz nach dem US-Amerikaner Philip Hartman und dem Russen David Grobman, die den Satz unabhängig voneinander 1960 bzw. 1959 veröffentlichten.
Nach dem Satz kann man in der Umgebung eines solchen Fixpunkts also lokal das Verhalten eines nichtlinearen Systems aus dem der linearisierten Gleichungen erschließen.

## Satz
Das Differentialgleichungssystem ist nach Entwicklung mit der Taylor-Formel um den Fixpunkt, der bei {\displaystyle (x,y)=(0,0)} sei, durch die Abbildung:
{\displaystyle T:(x,y)\to ({\dot {x}},{\dot {y}})}
{\displaystyle T:{\dot {x}}=Ax+X(x,y),\,\,\,{\dot {y}}=By+Y(x,y)}
gegeben mit den nichtlinearen Resttermen  {\displaystyle X,Y\in C^{1}}
{\displaystyle X,Y=o(\left|x\right|+\left|y\right|)} für {\displaystyle (x,y)\to 0}.
und den konstanten Matrizen {\displaystyle A} und {\displaystyle B}. Der Vektorraum ist schon so aufgeteilt, dass die {\displaystyle n} Eigenwerte {\displaystyle b_{1},...,b_{\nu }} mit positivem Realteil des linearisierten Systems in B sind, die {\displaystyle m} Eigenwerte {\displaystyle a_{1},...,a_{\mu }} mit negativem Realteil in A:
{\displaystyle Re(a_{m})<0<Re(b_{n})} für {\displaystyle 1\leqq m\leqq \mu } bzw. {\displaystyle 1\leqq n\leqq \nu }.
Dann gibt es einen Homöomorphismus
{\displaystyle R:u=U(x,y),v=V(x,y)}
zwischen einer Umgebung von {\displaystyle (x,y)=0} auf eine Umgebung von {\displaystyle (u,v)=0} so, dass
{\displaystyle RTR^{-1}=L}
mit
{\displaystyle L:{\dot {u}}=Au,{\dot {v}}=Bv}.
Etwas allgemeiner lässt sich ein System der Form {\displaystyle {\dot {x}}=Cx+Z(x)} mit {\displaystyle Z=o(\left|x\right|)} durch eine lineare Koordinatentransformation immer auf obige Form bringen, falls alle Eigenwerte von {\displaystyle C} nichtverschwindenden Realteil haben.

## Beispiel
Sei
{\displaystyle T:{\dot {x}}=-x,{\dot {y}}=y+x^{2}}.
Der einzige Fixpunkt des Systems ist {\displaystyle (0,0)}. Dann ist
{\displaystyle J_{T}((0,0))={\begin{pmatrix}-1&0\\0&1\end{pmatrix}}}
die Jacobi-Matrix an dieser Stelle, mit {\displaystyle r=(u,v)} die Linearisierung des Systems entsprechend
{\displaystyle {\dot {r}}={\begin{pmatrix}-1&0\\0&1\end{pmatrix}}r},
also
{\displaystyle {\tilde {T}}:{\dot {u}}=-u,{\dot {v}}=v}.
Die Eigenwerte von {\displaystyle J_{T}((0,0))},
{\displaystyle \lambda _{1}=1,\lambda _{2}=-1},
haben Realteile verschieden von null, somit ist {\displaystyle (0,0)} ein hyperbolischer Fixpunkt und die Voraussetzungen des Satzes von Hartman-Grobman sind erfüllt. Da die Eigenwerte unterschiedliches Vorzeichen aufweisen, handelt es sich um einen Sattelpunkt und damit einen instabilen Fixpunkt. Nach Satz gilt dies nun nicht nur für das linearisierte, sondern auch für das ursprüngliche System.